# الکترونیک زیستی

یک ریبوزوم یک ماشین مولکولی است که از پویایی پروتئین استفاده می‌کند.

الکترونیک زیستی یا زیست‌الکترونیک یک زمینه تحقیقاتی مشترک بین زیست‌شناسی و الکترونیک است.

## تعاریف
در اولین کارگاه C.E.C در بروکسل در نوامبر سال ۱۹۹۱، الکترونیک زیستی «استفاده از مواد و معماری زیستی برای سیستم‌های پردازش اطلاعات و دستگاه‌های جدید» تعریف شده است. موسسه ملی استاندارد و فناوری (NIST) در سال ۲۰۰۹، الکترونیک زیستی را «رشته‌ای که از همگرایی زیست‌شناسی و الکترونیک حاصل می‌شود» تعریف کرده است.: 5 

## مواد
الکترونیک زیستی آلی کاربرد مواد الکترونیکی آلی در حوزه الکترونیک زیستی است. مواد آلی (مواد حاوی کربن) هنگامی که برای ارتباط با سیستم‌های زیستی استفاده می‌شوند، عملکرد فوق‌العاده ای از خود نشان می‌دهند. کاربردهایی که هم‌اکنون توجه‌ها را در این زمینه جلب کرده است شامل علوم اعصاب و و عفونت می‌شوند.